# 星野徹
星野 徹（ほしの　とおる、1925年8月25日-2009年1月13日）は、日本の詩人、英文学者、茨城大学名誉教授。

## 経歴
1925年、茨城県生まれ。茨城大学文学部英文科を卒業。1957年より詩誌『白亜紀』を創刊し、編集発行人となる。一時歌誌「アララギ」にも属した。研究の面では英国詩を研究テーマとした。
1962年に茨城大学助教授となった。1973年に教授昇任。1991年に茨城大学を定年退職し、名誉教授となった。その後も、茨城キリスト教大学教授として教鞭をとり、2001年に退職した。

## 受賞・栄典
- 1980年：『玄猿』で日本詩人クラブ賞を受賞。
- 2005年11月：瑞宝中綬章を受章[1]。

## 著作

### 著書
- 詩と神話 詩論集 思潮社 1965
- 詩の原型 根源的イメージの追究 思潮社 1967
- 詩の発生 思潮社 1969
- PERSONAE 詩集 国文社 1970
- 花鳥 詩集 国文社 1974
- 星野徹詩論集 原体験を求めて 笠間書院 1975 (笠間選書)
- 芭蕉四十一篇 詩集 笠間書院 1976
- 玄猿 詩集 沖積舎 1979.6
- 詩論と批評 イギリス文学を中心として 沖積舎 1980.2
- 車輪と車軸 T・S・エリオット論 沖積舎 1981.4
- 範疇論 詩集 沖積舎 1982.11
- 詩的方位 国文社 1984.7
- 落毛鈔 詩集 国文社 1985.4
- 城その他 思潮社 1987.7
- 現代イギリス詩覚書 沖積舎 1995.9
- 星野徹の世界 神話論的形而上詩 沖積舎 1996.11
- 原石探し 詩集 沖積舎 1996.4
- ダンの流派と現代 沖積舎 2000.7
- 祭その他 詩集 思潮社 2001.4
- 楽器または 詩集 思潮社 2002.7
- 詩とは何か 詩論の歴史 思潮社 2003.7
- フランス南西部ラスコー村から 思潮社 2005.4
- 星野徹詩集 思潮社 2006.2 (現代詩文庫)

### 翻訳
- T.S.エリオット詩論集 中岡洋共訳 国文社 1967 (ピポー叢書)
- ジョン・ダン詩集 思潮社 1968
- 科学と詩 I・A・リチャーズ 国文社 1971
- 曖昧の七つの型 ウィリヤム・エンプソン 武子和幸共訳 思潮社 1972
- 洪水伝説 ジェイムズ・ジョージ・フレイザー 国文社 1973
- 哲学的素描 スザンヌ・K・ランガー 塚本利明共訳 法政大学出版局 1974 (叢書・ウニベルシタス)
- 古代の芸術と祭祀 ジェーン・エレン・ハリスン 法政大学出版局 1974 (叢書・ウニベルシタス)
- アンドルー・マーヴェル詩集 思潮社 1989.8
- イーディス・シットウェル詩集 思潮社 1993.4

## 参考
- 日本人名大事典